# Сопин, Илья Иванович
Илья Иванович Сопин (20 июня 1917 — 3 ноября 1943) — командир 3-го стрелкового батальона 366-го стрелкового полка 126-й стрелковой дивизии 51-й армии 4-го Украинского фронта, капитан. Герой Советского Союза.

## Биография
Родился 20 июня 1917 года в селе Новосёловка ныне Ясиноватского района Донецкой области Украины. Работал на железнодорожной станции Ясиноватая.
В Красной Армии с 1938 года. Проходил службу в пограничных войсках на Дальнем Востоке. Участник Великой Отечественной войны с декабря 1942 года. Принимал участие в Сталинградской битве, освобождении Донбасса.
Отличился в боях за город Мелитополь Запорожской области Украины. Его батальон очистил от врага 27 кварталов города, отразил 16 контратак танков и пехоты противника. 1 ноября 1943 года за образцовое выполнение боевых заданий командования и проявленные при этом мужество и героизм капитану Сопину Илье Ивановичу присвоено звание Героя Советского Союза.
Погиб 3 ноября 1943 года во время штурма Турецкого вала.

## Память
- В честь Ильи Сопина названа улицы в Армянске[1] и Мелитополе.